# Ополе Любелске
Опо̀ле Любѐлске (на полски: Opole Lubelskie) е град в Източна Полша, Люблинско войводство. Административен център е на Ополски окръг, както и на градско-селската Ополска община. Заема площ от 15,12 км2.